# Motown: The Musical
Motown: The Musical est une comédie musicale juke-box ayant pour thème l'histoire de la Motown et des chansons issues de ce répertoire. Le spectacle est conçu sur la base du livre To Be Loved: The Music, the Magic, the Memories of Motown (1994) par Berry Gordy, fondateur de cette entreprise.
Inauguré à Broadway en 2013, la comédie musicale réalise une tournée nationale en 2014 avant d'être portée à Londres à partir de 2016.

## Numéros musicaux
La comédie musicale est composée de 66 chansons dont ; ABC, Ain't No Mountain High Enough, Ain't Too Proud to Beg, All Night Long (All Night), Baby I Need Your Loving, Ball of Confusion (That's What the World Is Today), A Breathtaking Guy, Brick House, Buttered Popcorn, Bye Bye Baby, Can I Close the Door, Come See About Me, Cruisin', Dancing in the Street, Do You Love Me, Fingertips (Part 2), For Once in My Life, Get Ready, Give It to Me Baby, Good Morning Heartache, Got a Job, Hail to the Beat, The Happening, Happy Birthday, How High the Moon, I Can't Get Next to You, I Can't Help Myself (Sugar Pie Honey Bunch), I Got a Feeling, I Hear a Symphony, I Heard It Through the Grapevine, (I Know) I'm Losing You, I Want You Back, I'll Be There, It's What's in the Grooves That Counts, Lonely Teardrops, Love Child, Love Is Here and Now You're Gone, The Love You Save, Mercy Mercy Me (The Ecology), My Girl, My Guy, My Mama Done Told Me, Please Mr. Postman, Reach Out and Touch (Somebody's Hand), Reach Out I'll Be There, Reet Petite, Remember Me, Shop Around, Shotgun, Signed, Sealed, Delivered I'm Yours, Square Biz, Stop! In the Name of Love, Stubborn Kind of Fellow, Super Freak, The Tears of a Clown, To Be Loved, Two Lovers, War, What's Going On, Where Did Our Love Go, Who's Lovin' You, You Are You, You're All I Need to Get By, You're Nobody till Somebody Loves You et You've Really Got a Hold on Me.

## Récompenses et nominations

### Production originale de Broadway
| Année | Cérémonie                     | Catégorie                                          | Nomination                     | Résultat   |
| ----- | ----------------------------- | -------------------------------------------------- | ------------------------------ | ---------- |
| 2013  | Tony Award                    | Best Performance by a Leading Actress in a Musical | Valisia LeKae                  | Nomination |
| 2013  | Tony Award                    | Best Performance by a Featured Actor in a Musical  | Charl Brown                    | Nomination |
| 2013  | Tony Award                    | Best Orchestrations                                | Ethan Popp & Bryan Crook       | Nomination |
| 2013  | Tony Award                    | Best Sound Design of a Musical                     | Peter Hylenski                 | Nomination |
| 2013  | Outer Critics Circle Awards   | Outstanding Actress in a Musical                   | Valisia LeKae                  | Nomination |
| 2013  | Outer Critics Circle Awards   | Outstanding Featured Actor in a Musical            | Raymond Luke Jr.               | Nomination |
| 2013  | Theatre World Award           | Theatre World Award                                | Valisia LeKae                  | Lauréat    |
| 2013  | Fred and Adele Astaire Awards | Outstanding Choreographer in a Broadway Show       | Warren Adams & Patricia Wilcox | Nomination |
| 2013  | Fred and Adele Astaire Awards | Outstanding Male Dancer in a Broadway Show         | Eric LaJuan Summers            | Lauréat    |